# 国鉄タム5800形貨車
国鉄タム5800形貨車（こくてつタム5800がたかしゃ）は、かつて日本国有鉄道（国鉄）に在籍した私有貨車（タンク車）である。
本形式と同じ専用種別であるタム5850形についても本項目で解説する。

## タム5800形
タム5800形は液化アンモニア専用の20t積タンク車として1954年（昭和29年）5月22日から1961年（昭和36年）10月26日にかけて19両（タム5800 - タム5818）が三菱重工業、日立製作所、川崎車輛、日本車輌製造の4社にて製作された。
本形式の他に液化アンモニアを専用種別とする形式は、タ520形（2両）、タ550形（5両）、タ580形（30両）、タ2800形（3両）、タム5850形（1両、後述）、タサ4100形（142両）、タサ5800形（2両）、タキ4100形（2代）（44両）、タキ18600形（128両）の9形式がある。
所有者は旭化成工業、東洋レーヨン、日東化学工業、宇部興産、三菱化成工業、昭和電工、別府化学工業、東北肥料、日産化学工業、伊藤忠商事の10社であった。
1979年（昭和54年）10月より化成品分類番号「毒燃(G)26・3」（毒性の物質、燃焼性の物質、高圧ガス、毒性のあるもの、可燃性のもの）が標記された。専用種別の「液化アンモニア」と化成品分類番号の「燃」は赤色で標記されている。更にタンク体右側形式番号上に「連結注意」が標記された。
ドームレス直円筒型のタンク体は、ボイラ及び圧力容器用炭素鋼及びモリブデン鋼鋼板（SB42、現在のSB410）製で荷役方式はタンク上部にある弁からの上入れ、上出し式である。
塗色は白であり、全長は12,800mm、全幅は2,238mm、全高は3,750mm、台車中心間距離は8,700mm、実容積は28.0m3-29.0m3、自重は25.4t-31.3t、換算両数は積車4.5、空車3.0、最高運転速度は75km/h、ベッテンドルフ式のTR41である。
1985年（昭和60年）6月4日に最後まで在籍した1両（タム5805）が廃車になり同時に形式消滅となった。

## タム5850形
タム5850形は液化アンモニア専用の15t積タンク車として1968年（昭和43年）10月31日に1両（タム5850）のみが富士車輌にて製作された。
所有者は宇部興産であり、その常備駅は宇部線貨物支線の宇部港駅であった。
1979年（昭和54年）10月より化成品分類番号「毒燃(G)26・3」（毒性の物質、燃焼性の物質、高圧ガス、毒性のあるもの、可燃性のもの）が標記された。専用種別の「液化アンモニア」と化成品分類番号の「燃」は赤色で標記されている。更にタンク体右側形式番号上に「連結注意」が標記された。
ドームレス直円筒型のタンク体は、高張力鋼（HT55、HT60）製で荷役方式はタンク上部にある弁からの上入れ、上出し式である。
塗色は白であり、全長は11,300mm、全幅は2,500mm、全高は3,866mm、台車中心間距離は7,500mm、実容積は28.5m3、自重は21.2t、換算両数は積車3.5、空車2.2、最高運転速度は75km/h、ベッテンドルフ式のTR41Cである。
1985年（昭和60年）11月22日に廃車となり同時に形式消滅となった。